# Haripur
Haripur là một thị trấn thống kê (census town) của quận Barddhaman thuộc bang Tây Bengal, Ấn Độ.

## Địa lý
Haripur có vị trí 22°56′B 88°14′Đ / 22,94°B 88,23°Đ Nó có độ cao trung bình là 14 mét (45 feet).

## Nhân khẩu
Theo điều tra dân số năm 2001 của Ấn Độ, Haripur có dân số 6888 người. Phái nam chiếm 54% tổng số dân và phái nữ chiếm 46%. Haripur có tỷ lệ 61% biết đọc biết viết, cao hơn tỷ lệ trung bình toàn quốc là 59,5%: tỷ lệ cho phái nam là 71%, và tỷ lệ cho phái nữ là 50%. Tại Haripur, 14% dân số nhỏ hơn 6 tuổi.